# Wydrzyk długosterny
Wydrzyk długosterny (Stercorarius longicaudus) – gatunek ptaka z rodziny wydrzyków (Stercorariidae).

## Występowanie i podgatunki
Gniazduje w arktycznych i subarktycznych rejonach Eurazji (od skandynawskich gór do północno-wschodniej Syberii) i Ameryki Północnej. Na zimowiska wędruje już w sierpniu i wrześniu. Zimuje na wodach Subantarktyki i dalej na północ po okolice południowych wybrzeży Ameryki Południowej i zachodnich wybrzeży południowej Afryki.
W Polsce można go sporadycznie zaobserwować podczas przelotów, głównie jesienią. Na terenie kraju i na polskich wodach przybrzeżnych do końca 2021 odnotowano 142 stwierdzenia ptaków tego gatunku, łącznie obserwowano 170 osobników.
Wyróżnia się 2 podgatunki:
- Stercorarius longicaudus longicaudus – mający lęgi na arktycznych i subarktycznych wybrzeżach Rosji (na wschód do delty rzeki Leny) i w Skandynawii;
- Stercorarius longicaudus pallescens – gnieżdżący się na Grenlandii, w arktycznej i subarktycznej części Ameryki Północnej oraz na wschodniej Syberii (na wschód od delty Leny).

## Morfologia
Dane liczbowe

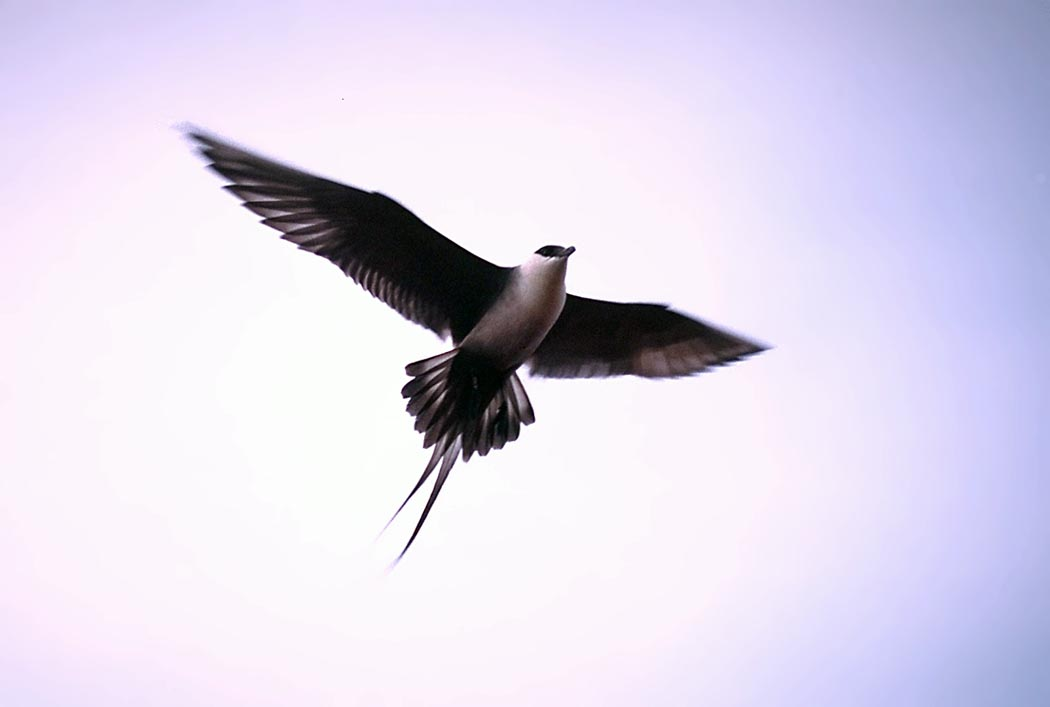
Wydrzyk długosterny w locie

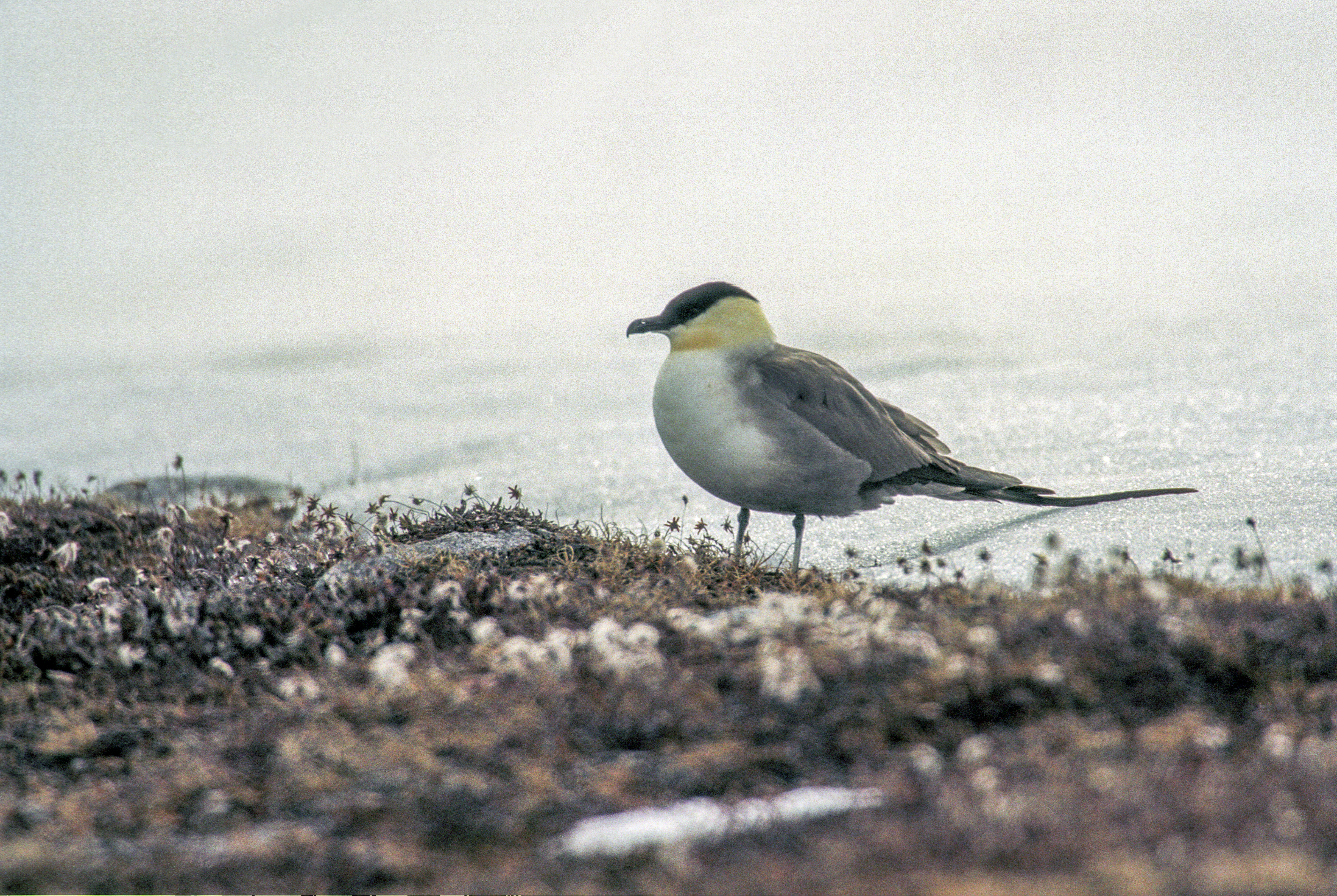
Dorosły wydrzyk, Spitsbergen

- długość ciała (wraz z wydłużonymi sterówkami): 48–53 cm[7]
- rozpiętość skrzydeł: 105–117 cm[7]
- masa ciała: 230–444 g[7]

Cechy rozpoznawcze
To najmniejszy z wydrzyków, wielkości mewy śmieszki. Ma smukłe ciało z długimi smukłymi skrzydłami. Samiec jak i samica wydrzyka długosternego ubarwione są jednakowo. Dorosłe mają szarobrązowy płaszcz i boki kontrastujące z ciemniejszymi końcami skrzydeł i ogonem. Na głowie mają ciemną czapeczkę wyraźnie odciętą od reszty, boki głowy i kark są natomiast białawożółte. Brzuch koloru szarego. Środkowe sterówki są wąskie i ostro zakończone, dłuższe od ogona o 16–25 cm, a u młodych ptaków tylko o 1–3 cm. Nie są tak sztywne jak u wydrzyka ostrosternego, ale miękko się wyginają. Młode są bardzo ciemne, mają jaśniejsze brzegi piór, przez co wydają się prążkowane. Lot podobny do rybitwy.
Ciemna forma wydrzyka długosternego jest niezmiernie rzadka.
W przeciwieństwie do wydrzyka ostrosternego i tęposternego w upierzeniu godowym nigdy nie jest całkowicie czarny. Jego brązowo-szare upierzenie jest też w porównaniu z nimi jaśniejsze, ale lotki pozostają ciemne. Nie ma też wyraźnego jasnego pola na lotkach I rzędu. Na piersi nie ma również obroży. Młode tego gatunku wydrzyka są jaśniejsze od pozostałych, a rozróżnia się je głównie po sylwetce.

## Środowisko
Gniazduje w arktycznej tundrze i na skandynawskich płaskowyżach powyżej granicy drzew. Spotkać go można na wyższych obszarach do 1200 m n.p.m. jak i w głębi lądu. Po sezonie lęgowym przebywa prawie wyłącznie na otwartym morzu i rzadziej niż inne gatunki wydrzyków na wybrzeżach. W Europie Środkowej w głąb lądu zapuszcza się wyjątkowo.

## Okres lęgowy
Gniazdo

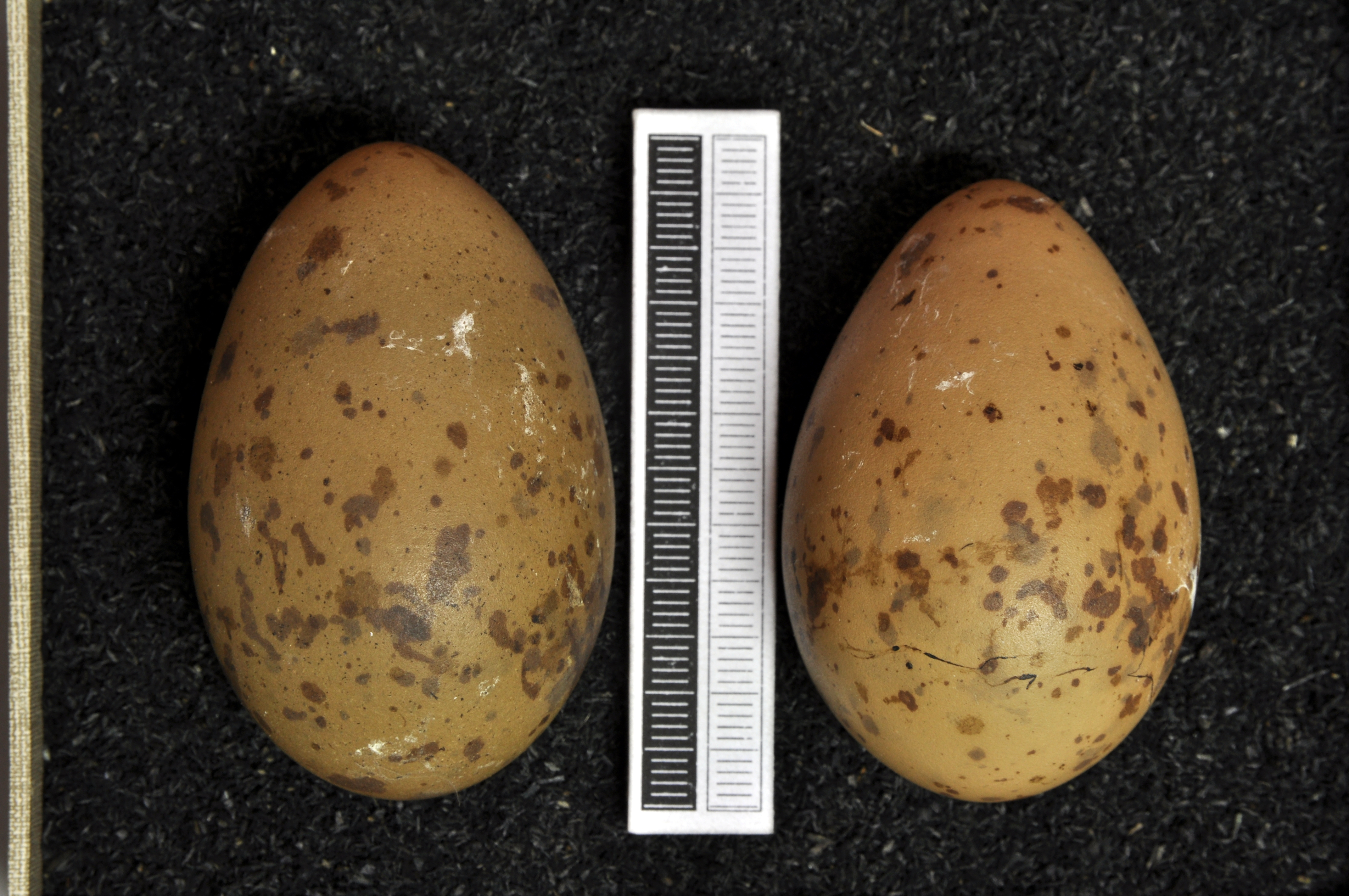
Jaja z kolekcji muzealnej

Znajduje się na ziemi i jest bez wyściółki.
Jaja
2 jaja składane przez samicę w czerwcu.
Wysiadywanie, pisklęta
Wydrzyki wysiadują jaja 24 dni. Po wykluciu pisklęta mają szarobrązowy puch. Opuszczają gniazdo 2 dni później. Dojrzałe płciowo są dopiero po 4 latach.

## Pokarm
Główny pokarm to ryby. Nurkuje na nie z powietrza lub odbiera je innym ptakom. Może atakować z lotu patrolowego lub z zasadzki małe ptaki. Zdarza mu się zjadać też ptasie jaja i odpadki ryb. Nie gardzi jagodami i owadami. W okresie lęgowym podstawowym pokarmem są lemingi. Jeśli jest ich mało, wydrzyki długosterne nie przystępują do pierwszego lęgu.

## Status i ochrona
Międzynarodowa Unia Ochrony Przyrody (IUCN) uznaje wydrzyka długosternego za gatunek najmniejszej troski (LC – Least Concern). W 2015 roku organizacja BirdLife International szacowała liczebność europejskiej populacji na 39,7–106 tysięcy dorosłych osobników; wstępnie obliczona w oparciu o te dane liczebność światowej populacji mieści się w przedziale 250–750 tysięcy dorosłych osobników. Ze względu na brak dowodów na spadki liczebności bądź istotne zagrożenia dla gatunku BirdLife International ocenia globalny trend liczebności populacji jako stabilny; liczebność populacji europejskiej fluktuuje.
W Polsce wydrzyk długosterny jest objęty ścisłą ochroną gatunkową.

## Zobacz
- ptaki Polski